# Cuse-et-Adrisans
Cuse-et-Adrisans és un municipi francès situat al departament del Doubs i a la regió de Borgonya - Franc Comtat. L'any 2007 tenia 248 habitants.

## Demografia

### Població
El 2007 la població de fet de Cuse-et-Adrisans era de 248 persones. Hi havia 91 famílies de les quals 28 eren unipersonals (16 homes vivint sols i 12 dones vivint soles), 12 parelles sense fills, 43 parelles amb fills i 8 famílies monoparentals amb fills.
La població ha evolucionat segons el següent gràfic:
Habitants censats

### Habitatges
El 2007 hi havia 124 habitatges, 93 eren l'habitatge principal de la família, 17 eren segones residències i 14 estaven desocupats. 117 eren cases i 6 eren apartaments. Dels 93 habitatges principals, 69 estaven ocupats pels seus propietaris, 21 estaven llogats i ocupats pels llogaters i 4 estaven cedits a títol gratuït; 2 tenien una cambra, 2 en tenien dues, 8 en tenien tres, 26 en tenien quatre i 55 en tenien cinc o més. 71 habitatges disposaven pel capbaix d'una plaça de pàrquing. A 50 habitatges hi havia un automòbil i a 33 n'hi havia dos o més.

### Piràmide de població
La piràmide de població per edats i sexe el 2009 era:
| Homes | Edats   | Dones |
| ----- | ------- | ----- |
| 0     | 95 o +  | 8     |
| 0     | 90 a 94 | 0     |
| 4     | 85 a 89 | 0     |
| 0     | 80 a 84 | 4     |
| 4     | 75 a 79 | 8     |
| 0     | 70 a 74 | 4     |
| 4     | 65 a 69 | 0     |
| 4     | 60 a 64 | 8     |
| 0     | 55 a 59 | 4     |
| 4     | 50 a 54 | 4     |
| 8     | 45 a 49 | 12    |
| 8     | 40 a 44 | 4     |
| 8     | 35 a 39 | 4     |
| 8     | 30 a 34 | 12    |
| 8     | 25 a 29 | 8     |
| 12    | 20 a 24 | 8     |
| 4     | 15 a 19 | 12    |
| 4     | 10 a 14 | 0     |
| 4     | 5 a 9   | 4     |
| 12    | 0 a 4   | 4     |

## Economia
El 2007 la població en edat de treballar era de 151 persones, 111 eren actives i 40 eren inactives. De les 111 persones actives 102 estaven ocupades (64 homes i 38 dones) i 9 estaven aturades (4 homes i 5 dones). De les 40 persones inactives 12 estaven jubilades, 13 estaven estudiant i 15 estaven classificades com a «altres inactius».

### Ingressos
El 2009 a Cuse-et-Adrisans hi havia 93 unitats fiscals que integraven 267 persones, la mediana anual d'ingressos fiscals per persona era de 14.742 €.

### Activitats econòmiques
Dels 14 establiments que hi havia el 2007, 1 era d'una empresa extractiva, 1 d'una empresa alimentària, 1 d'una empresa de fabricació d'altres productes industrials, 3 d'empreses de construcció, 4 d'empreses de comerç i reparació d'automòbils, 1 d'una empresa d'informació i comunicació i 3 d'empreses classificades com a «altres activitats de serveis».
Dels 3 establiments de servei als particulars que hi havia el 2009, 1 era un taller de reparació d'automòbils i de material agrícola, 1 guixaire pintor i 1 electricista.
L'únic establiment comercial que hi havia el 2009 era una fleca.
L'any 2000 a Cuse-et-Adrisans hi havia 3 explotacions agrícoles.

## Equipaments sanitaris i escolars
El 2009 hi havia una escola elemental.

## Poblacions més properes
El següent diagrama mostra les poblacions més properes.